# El centroforward murió al amanecer (película)
El centroforward murió al amanecer es una película argentina dramática en blanco y negro de 1961 dirigida por René Mugica y protagonizada por Luis Medina Castro, Raúl Rossi, Enrique Fava, Didi Carli, Camilo Da Passano, Javier Portales y Pierina Dealessi. Fue escrita por Agustín Cuzzani y basada en la obra teatral del mismo nombre, también de Cuzzani. La coreografía estuvo a cargo de María Ruanova. Fue la ópera prima de Mugica, y representó a la Argentina en el Festival Internacional de Cine de Cannes en 1961 y por ella fue nominado al premio "Palma de Oro" al Mejor Director. Fue estrenada el 22 de junio de 1961.
La película es fiel a la obra original y, en especial, al espíritu libertario de Agustín Cuzzani, surrealista a la criolla. La acción se divide en dos partes sucesivas y complementarias: la primera de intención realista, rica en detalles descriptivos y humor costumbrista, y la segunda, abiertamente volcada al terreno de la alegoría fantástica. El tono y el tratamiento formal cambia apropiadamente de un universo al otro, con un despliegue de imaginación visual que es atípico en el cine argentino de cualquier período.

## Sinopsis
“Cacho” Garibaldi (Luis Medina Castro), habilidoso jugador de fútbol, es comprado por un millonario llamado Lupus (Raúl Rossi) y en una noche tormentosa es trasladado a la mansión de Lupus, una combinación de palacio, cárcel y fortaleza. Allí Cacho Garibaldi se entera de que Lupus es un coleccionista de seres humanos excepcionales, a los que Cacho conoce en ese momento, y que el futbolista nunca más podrá volver a jugar ni a salir del lugar. Cacho se enamora de otra prisionera, una bailarina, y tratan de escapar; no lo consiguen y Cacho mata a Lupus y termina fusilado por los guardias.

## Reparto
- Luis Medina Castro
- Raúl Rossi
- Enrique Fava
- Didí Carli
- Camilo Da Passano
- Javier Portales
- Pierina Dealessi
- Félix Daniel Frascara
- Lalo Hartich
- Roberto Maidana
- Arturo Arcari
- Francisco Pablo Donadío
- Víctor Martucci
- Eduardo Vargas

## Producción
En 1960 René Mugica, con la participación de un grupo de amigos, formó una cooperativa para realizar su primera película como director, para lo cual eligió la obra de Agustín Cuzzani. 
El guion de la película fue realizado por Agustín Cuzzani (n. en 1924 en Buenos Aires; m. el 25 de diciembre de 1987 en Los Cocos, Córdoba, Argentina) según su obra teatral del mismo nombre. Este dramaturgo se caracterizó por su visión satírica y crítica de la sociedad capitalista, que se plasmó en varias obras teatrales de un género que denominó «farsátira». En 1954 estrenó su primera obra, Una libra de carne, que obtuvo gran éxito en Argentina, América Latina y Europa, y al año siguiente estrenó El centroforward murió al amanecer, la que sería su obra más famosa, la cual fue traducida a varios idiomas y recorrió el mundo. 
Uno de los personajes que interviene en la narración es el Vagabundo, al que acompañaba el pájaro Rafael, del que Cuzzani había hablado maravillas a Mugica. En un momento durante la preparación del encuadre, el director le dijo a Cuzzani que no podía seguir escribiendo acciones para el ave sin saber si podría realizarlas, por lo cual era necesario que lo conociera. Así lo hizo en una cena en casa del dueño del mismo, un célebre otorrinolaringólogo muy conocido entre los artistas, el doctor León Elkin. Mugica concluyó que el pájaro podría hacer lo que se le pedía pero lo convenció a Elkin para que él mismo actuara como Vagabundo. Hubo, sin embargo, una dificultad: según la idea original, Rafael debía emprender un vuelo hacia la libertad cuando muriera Garibaldi, pero no pudo realizarse porque como pájaro criado en el encierro solamente podía hacer vuelos cortos, intermitentes. Esto hizo comentar a Mugica el paralelo con la situación del hombre actual que de tanto vivir en aparente libertad nunca podrá gozar de la alegría de una libertad en plenitud.

## Crítica
La primera parte de la obra tiene un tratamiento realista. Mugica retrata con detenimiento el mundo del fútbol, utilizando, incluso, a relatores deportivos de la época. La hinchada, los problemas económicos del club, el barrio obrero y el juego son los elementos que con esmero maneja el director.
Con la entrada de Cacho al palacio de Lupus el clima de la película se transforma y transmite una sensación de encierro, de opresión, que contrasta fuertemente con el anterior.
Se ha dicho que es una "excepcional opera prima…condensa buena parte de los intereses recurrentes de Mugica: la descripción costumbrista firme, segura y siempre pertinente, el desborde interior, la presencia de la muerte como punto final sin connotaciones de trascendencia, el tema de la libertad personal".
Al ser exhibido en Cannes el crítico Yves Boisset calificó la obra como "un demencial film surrealista".